# Effie Achtsióglou
Effie Achtsióglou (en grec moderne : Έφη Αχτσιόγλου), née le 4 janvier 1985) est une femme politique grecque.

## Biographie
Effie Achtsióglou devient le 5 novembre 2016 ministre du Travail, de la Solidarité et de la Sécurité sociale au sein du gouvernement Tsipras II.
En septembre 2023, elle est candidate à la présidence du parti de gauche SYRIZA, mais est battue par Stéfanos Kasselákis.